# Liste du patrimoine immobilier classé de Perwez
Cette page regroupe l'ensemble du patrimoine immobilier classé de la commune belge de Perwez.
| Objet | Année de construction / Architecte | Adresse                     | Section communale             | Coordonnées                      | Numéro d’inventaire | Illustration |
| --- | ---------------------------------- | --------------------------- | ----------------------------- | -------------------------------- | ------------------- | --- |
| Tour de l'église Saint-Jean-Baptiste à Wastines |                                    | Wastines                    | Malèves-Sainte-Marie-Wastines | 50° 40′ 12″ nord, 4° 48′ 10″ est | 25084-CLT-0001-01   | Tour de l'église Saint-Jean-Baptiste à Wastines |
| Les orgues de l'église Saint-Martin de Thorembais-les-Béguines ainsi que lea balustrade du jubé formant un ensemble avec le buffet de l'instrument                                       |                                    |                             | Thorembais-les-Béguines       | 50° 39′ 31″ nord, 4° 49′ 06″ est | 25084-CLT-0002-01   | Les orgues de l'église Saint-Martin de Thorembais-les-Béguines ainsi que lea balustrade du jubé formant un ensemble avec le buffet de l'instrument                                       |
| Chapelle Saint-Roch sise rue Saint-Roch à Perwez (M) ainsi que l'ensemble formé par cet édifice et ses abords (S)                                                                        |                                    | Rue Saint-Roch, Perwez      | Perwez                        | 50° 37′ 09″ nord, 4° 49′ 05″ est | 25084-CLT-0003-01   | Chapelle Saint-Roch sise rue Saint-Roch à Perwez (M) ainsi que l'ensemble formé par cet édifice et ses abords (S)                                                                        |
| L'église Saint-Trond et le mur du cimetière (M) ainsi que l'ensemble formé par cette église et ses abords à Perwez (S)                                                                   |                                    | Perwez                      | Thorembais-Saint-Trond        | 50° 38′ 08″ nord, 4° 47′ 06″ est | 25084-CLT-0004-01   | L'église Saint-Trond et le mur du cimetière (M) ainsi que l'ensemble formé par cette église et ses abords à Perwez (S)                                                                   |
| Ensemble des bâtiments ainsi que la cour pavée de la ferme du Mont à Perwez (M) ainsi que l'ensemble formé par cette ferme, la drève, le chemin d'accès et les terrains environnants (S) |                                    |                             | Thorembais-les-Beguines       | 50° 39′ 37″ nord, 4° 48′ 52″ est | 25084-CLT-0005-01   | Ensemble des bâtiments ainsi que la cour pavée de la ferme du Mont à Perwez (M) ainsi que l'ensemble formé par cette ferme, la drève, le chemin d'accès et les terrains environnants (S) |
| Les façades et toitures de la petite Cense |                                    |                             | Thorembais-les-Beguines       | 50° 39′ 22″ nord, 4° 49′ 10″ est | 25084-CLT-0006-01   | Image manquanteTéléverser |
| Les façades et toitures du porche, du logis en L et de l'aile à rue, ainsi que la totalité du passage intérieur de la ferme sise rue Trémouroux n°94 à Perwez                            |                                    | Rue Trémouroux n°94, Perwez | Thorembais-les-Beguines       | 50° 38′ 15″ nord, 4° 45′ 45″ est | 25084-CLT-0007-01   | Les façades et toitures du porche, du logis en L et de l'aile à rue, ainsi que la totalité du passage intérieur de la ferme sise rue Trémouroux n°94 à Perwez                            |
| Ferme de Mellemont |                                    |                             | Thorembais-les-Beguines       | 50° 39′ 08″ nord, 4° 48′ 24″ est | 25084-CLT-0008-01   | Ferme de Mellemont |